# Горшева (гора)
Горше́ва (бел. Гаршэ́ва) — гора в Витебской области Беларуси.
Высота над уровнем моря — 295 м, это наивысшая точка Витебской возвышенности. Горшева находится около деревни Горшево (Лиозненский район) в 15 км севернее районного центра.
Как и вся Витебская возвышенность, гора сложена красно-бурой валуновой мореной, перекрытой лёссовидными суглинистыми почвами. Форма плоско-выпуклая, вытянута с северо-востока на юго-запад. Северные и восточные склоны более пологи (до 5°) чем южные и западные (до 20°). Превышения над ближайшими постоянными водотоками до 40 м. Юго-западные склоны эродированы. Глубина уреза временных водостоков до 15 м.
Большая часть склонов распахана, часть покрыта лесом.